# Robert Löffler (Politiker)
Robert Löffler (* 4. September 1930 in Wullersdorf, Niederösterreich; † 8. Dezember 1989 in Hollabrunn) war ein österreichischer Funktionär und Politiker (ÖVP).

## Leben
Robert Löffler besuchte das Realgymnasium in Horn und studierte nach seiner Matura 1948 Wirtschaftswissenschaften an der Hochschule für Welthandel in Wien. Er war ab 1949 Urmitglied der katholischen Studentenverbindung KÖHV Franco-Bavaria Wien im ÖCV.
Löffler war zunächst in einer Wirtschaftstreuhänderkanzlei tätig und wechselte 1957 als Referent in die Kammer der gewerblichen Wirtschaft für Niederösterreich. 1960 wurde er Bezirksstellensekretär in Hollabrunn und 1971 Geschäftsführer der Sektion Industrie.

## Politik
Robert Löffler war von 1965 bis 1968 Stadtrat der Stadtgemeinde Hollabrunn und wurde 1969 Bürgermeister der Stadtgemeinde Hollabrunn.
Er war Mitglied des österreichischen Bundesrates vom 13. November 1975 bis zum 4. Juni 1979. Er war Abgeordneter im Nationalrat Österreichs (XV.–XVII. GP) vom 5. Juni 1979 bis 28. Februar 1989.

## Auszeichnungen
- Robert Löffler Straße in Hollabrunn beim Landesklinikum Hollabrunn[2]